# 席振峰
席 振峰（シ・シンフォン、Xi Zhenfeng、1963年4月2日 - ）は有機化学者。
中華人民共和国河南省生まれ。中国科学院院士、北京大学化学学院教授（中華人民共和国教育部「長江学者奨励計画」特別招聘教授）。北海道大学客員教授（2006年8月〜2007年2月）、理化学研究所客員主任研究員（2010年1月〜3月）。
研究分野：有機金属化学、有機合成化学。

## 略歴
- 1979年 〜 1983年 廈門大学化学系物理化学専攻を卒業。
- 1983年 〜 1987年 河南化学研究所実習研究員
- 1987年 〜 1989年 南京大学、鄭州大学と河南化学研究所修士課程（配位化学専攻）を修了。
- 1989年 〜 1992年 河南化学研究所助理研究員
- 1993年 〜 1996年 総合研究大学院大学と分子科学研究所博士課程を修了。
- 1996年 〜 1997年 北海道大学触媒化学研究センター博士研究員
- 1997年 〜 1998年 同研究室助手
- 1998年 〜 1999年 北京大学化学学院准教授（副教授）
- 1999年 〜 2001年 同大学教授
- 2001年 より現職。

## 国際学術誌の職歴
2008年 〜 現在　Applied Organometallic Chemistry, (John-Wiley), Associate Editor

2008年 〜 現在　Tetrahedron および Tetrahedron Letters, (Elsevier), Board of Consulting Editors

2009年 〜 現在　Synlett および Synthesis, (Thieme), Advisory Board

2012年 〜 現在　Asian Journal of Organic Chemistry,  (John-Wiley), Editorial Board

2012年 〜 現在　Organic Letters,（アメリカ化学会）, Associate Editor

## 兼務および客員教授
2001年：中国科学院化学研究所、研究員（教授相当、兼務）

2006年：北海道大学、客員教授。

2007年：レンヌ第一大学（University of Rennes 1, 仏蘭西）、客員教授。

2010年：理化学研究所、客員主任研究員